# Jardin des Plantes
Jardin des Plantes är en djurpark och en botanisk trädgård i Paris i Frankrike. Parken grundades 1587 av Maria de' Medicis läkare Jean Robin, efter vilken Linné uppkallade släktet Robinia.
Jardin des Plantes har en separat alpin avdelning och tillhör sedan 1794 Frankrikes naturhistoriska riksmuseum. Denna grundades av Georges-Louis Leclerc de Buffon och Jean Baptiste de Monnet de Lamarck (Muséum national d'histoire naturelle) som har lokaler i ena änden av parken. 
Här finns även en djurpark (Ménagerie du Jardin des plantes) grundad 1795. Detta gör den till den näst äldsta ännu fungerande i världen, efter djurparken i Schönbrunn i österrikiska Wien.
Djurparken är med moderna mått mätt relativt liten och är idag mer museum över det senmedeltida menageriet. Här bodde under 1800-talet den berömda elefanten Jumbo, senare såld till London Zoo och därefter till P.T. Barnum i USA.
Parken ligger i 5:e arrondissementet, nära Gare d'Austerlitz på västra Seine-stranden.